# Église Saint-Illide d'Alleuze
L'église Saint-Illide est une église catholique du XIIe siècle située près du village de la Barge, sur la commune d'Alleuze, dans le département français du Cantal, en région Auvergne-Rhône-Alpes.
Elle fait l'objet d'une inscription au titre des monuments historiques depuis le 9 mars 1927.

## Situation
L'église est située au pied de la colline au sommet de laquelle se trouve le village de la Barge. Un petit chemin de croix permet de relier les deux lieux. Elle est bordée d'un cimetière et se trouve à proximité du château d'Alleuze et de la Truyère.

## Galerie

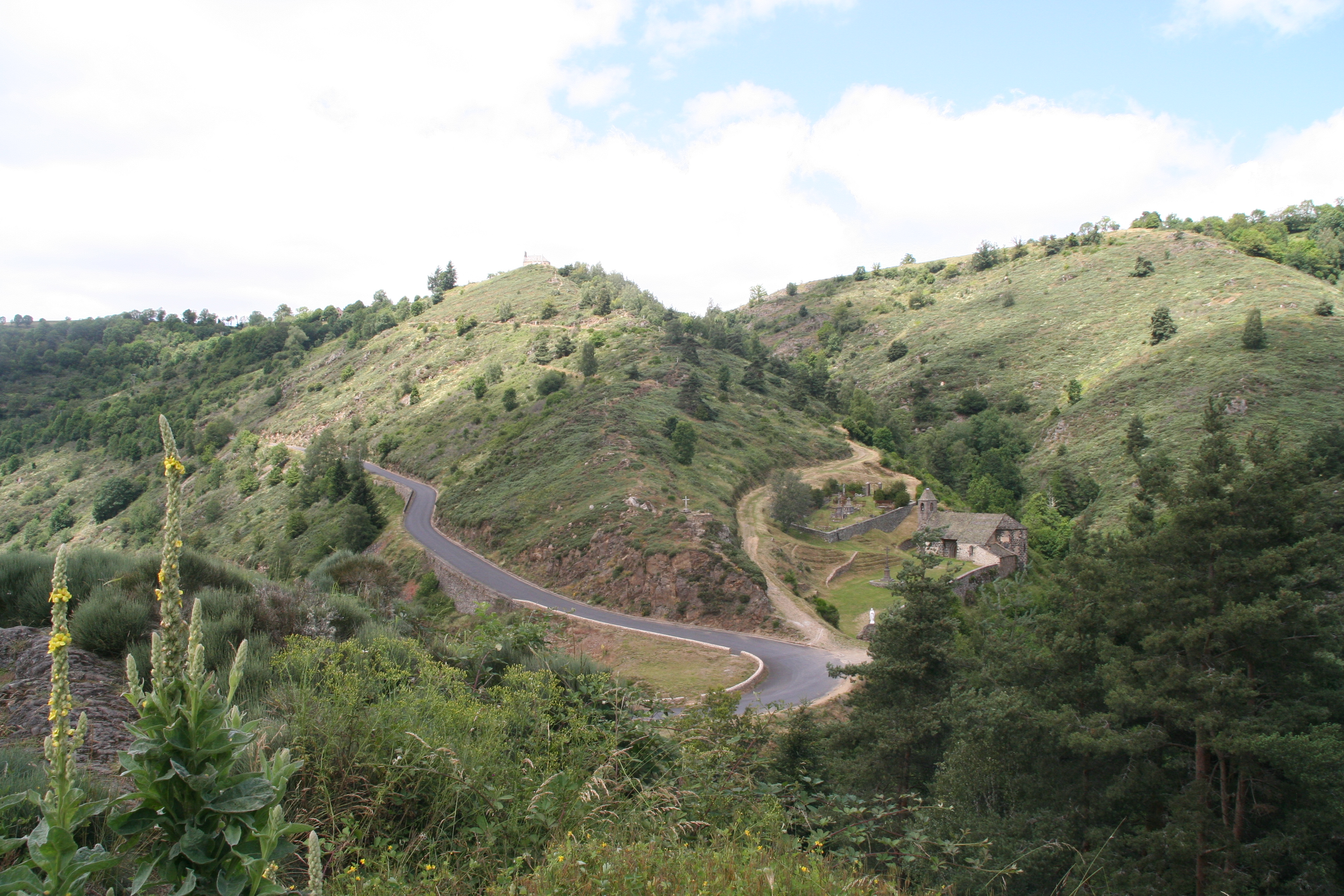
Dans son environnement.
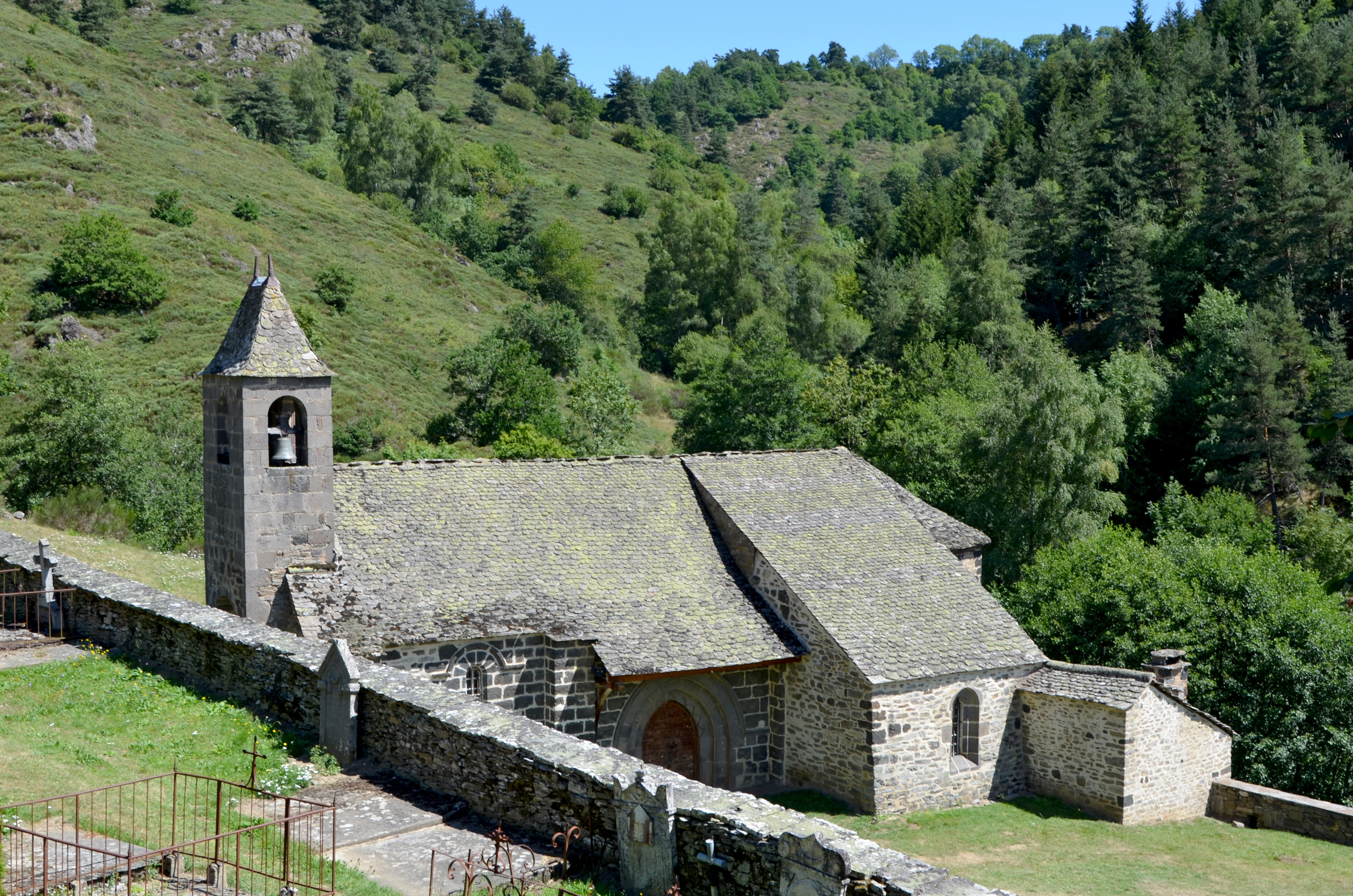
Vue depuis l'ouest.
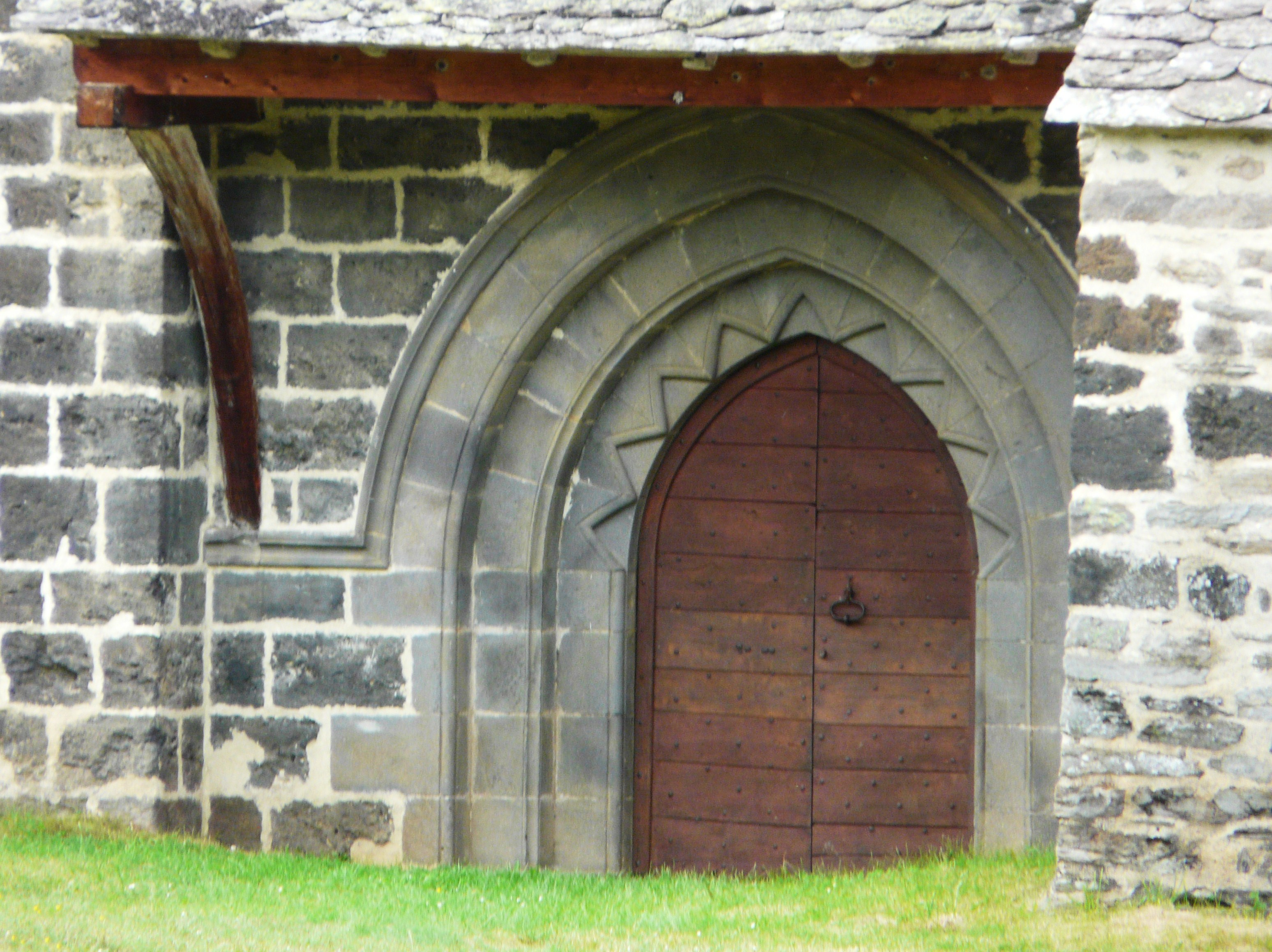
Le portail.